# 中国铁路25A型客车
25A型客车，是中国铁路的集中供电空调客车车型之一，经过国际招标利用贷款由几家国内铁路工厂联合制造，由于共生产了168辆因此通常称“168”客车。

## 概要
1987年，铁道部利用京广铁路衡广复线建设的日元贷款余额，国际招标采购168辆中国国内使用的车长25.5米集中供电空调客车:94。其后由长春客车厂（今为长春轨道客车股份有限公司）、唐山机车车辆厂和南京浦镇车辆厂联合投标并中标。三家车厂根据国际投标合同技术条件规定，在1989年到1990年间完成了168辆空调客车的生产任务，定型为25A型客车。为区别之前生产的25型客车，车型增加字母"A"。
25A型客车的设计吸收了八十年代中期从英国引进样车的技术并吸收了原东德进口客车的经验，车种包括有硬座车（YZ25A）、硬卧车（YW25A）、软卧车（RW25A）、餐车（CA25A）和发电车（TZ2:103，因当时还没有空调发电车的车种代码“KD”，因而使用“特种车”的车种代码“TZ”，车种代码后来统一为KD25A）。最大编组数20辆。车辆车体采用耐候钢、整体承载无中梁薄壁筒型结构，侧墙为平板取消了加强压筋，车高4.43米，因空调车设置车顶风道的需要以及为硬卧车布置确保客室高度的需要，相对25型(原型)车高度增加15厘米，设车顶单元式空调机组，由空调发电车集中供电:53。发电车装备3个德国MTU183型发电机组，俗称“小奔驰”，共生产10辆。
25A型客车最初均安装206G型转向架/改进209型转向架，采用日本进口轴承，迷宫式轴箱，104型制动机。构造速度为140公里/每小时，最大允许速度是120km/h，这是因为需要满足平直道上达到800米紧急制动距离要求（25A/B/G型速度为140km/h时，紧急制动距离为1200米）。由于这批客车属于试验性质，所以质量相当高，除转向架以外，很多材料与设备均为进口，例如日本三菱空调和电器控制柜，进口3毫米以下薄钢板和自动端拉门。提高了车辆的防火安全性，改善车体的振动性能。车辆技术达到20世纪八十年代的国际水平。这批25A型客车在返厂或段修时曾对运用中发现的问题进行整改。在后期车辆厂修时，部分25A型客车换为206P型转向架。25A型客车出厂时采用上窗下开活动车窗，但在后期厂修时大多改用与机车直供电25G型相似的内翻式车窗。
25A型客车虽然仅生产了168辆，但25A型是中国铁路空调客车大量普及的首批车型，因此被视为中国车长25.5米新型集中供电空调客车生产发展的里程碑。首列25A型列车组于1990年4月28日在丰润站（即今唐山北站）编组。
25G型空调客车在25A型客车的基础上研制，车体结构完全相同，但进口组件国产化以降低成本。两款客车的标准塗裝主色調均為橘红色和白色相间。

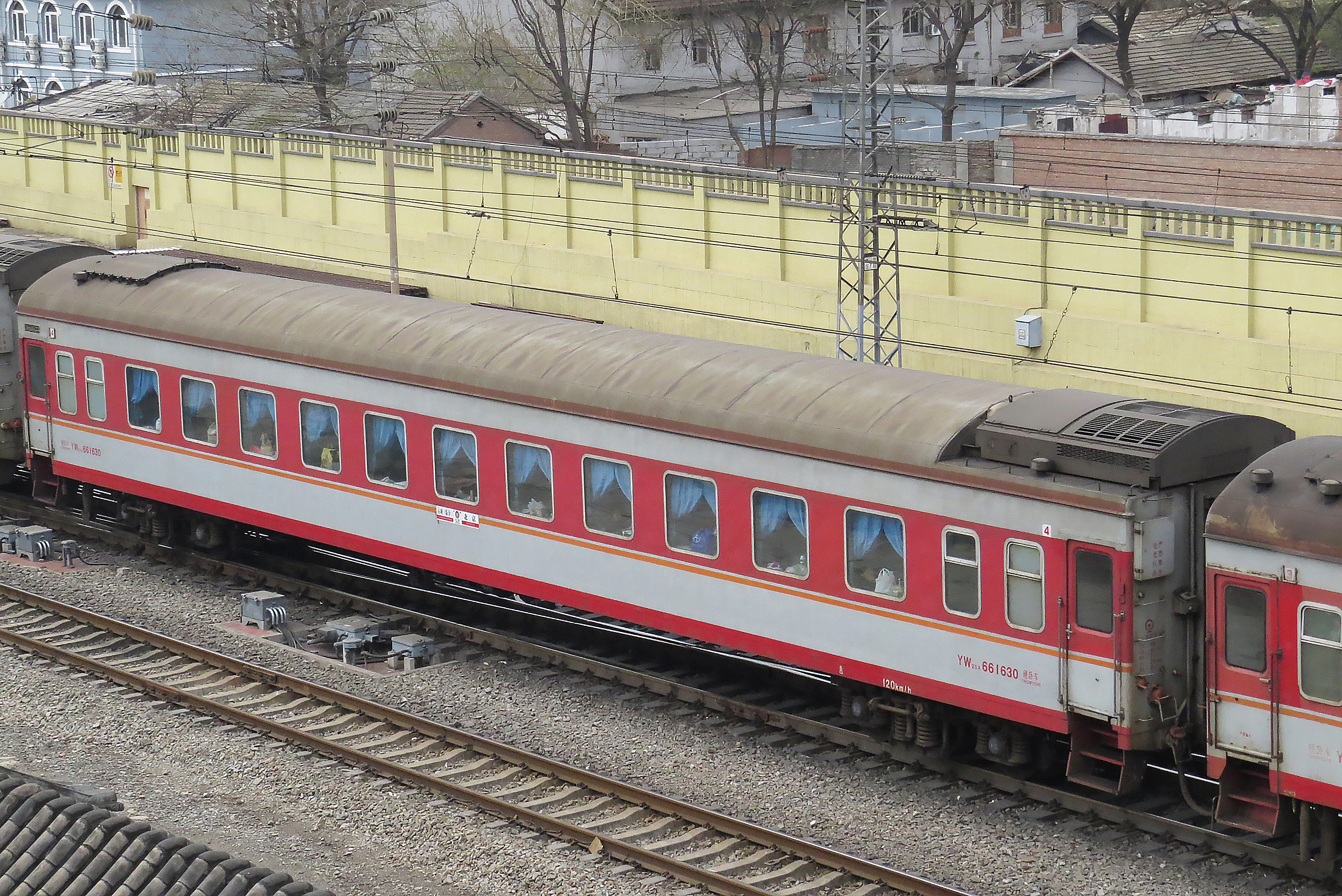
YW25A型硬卧车
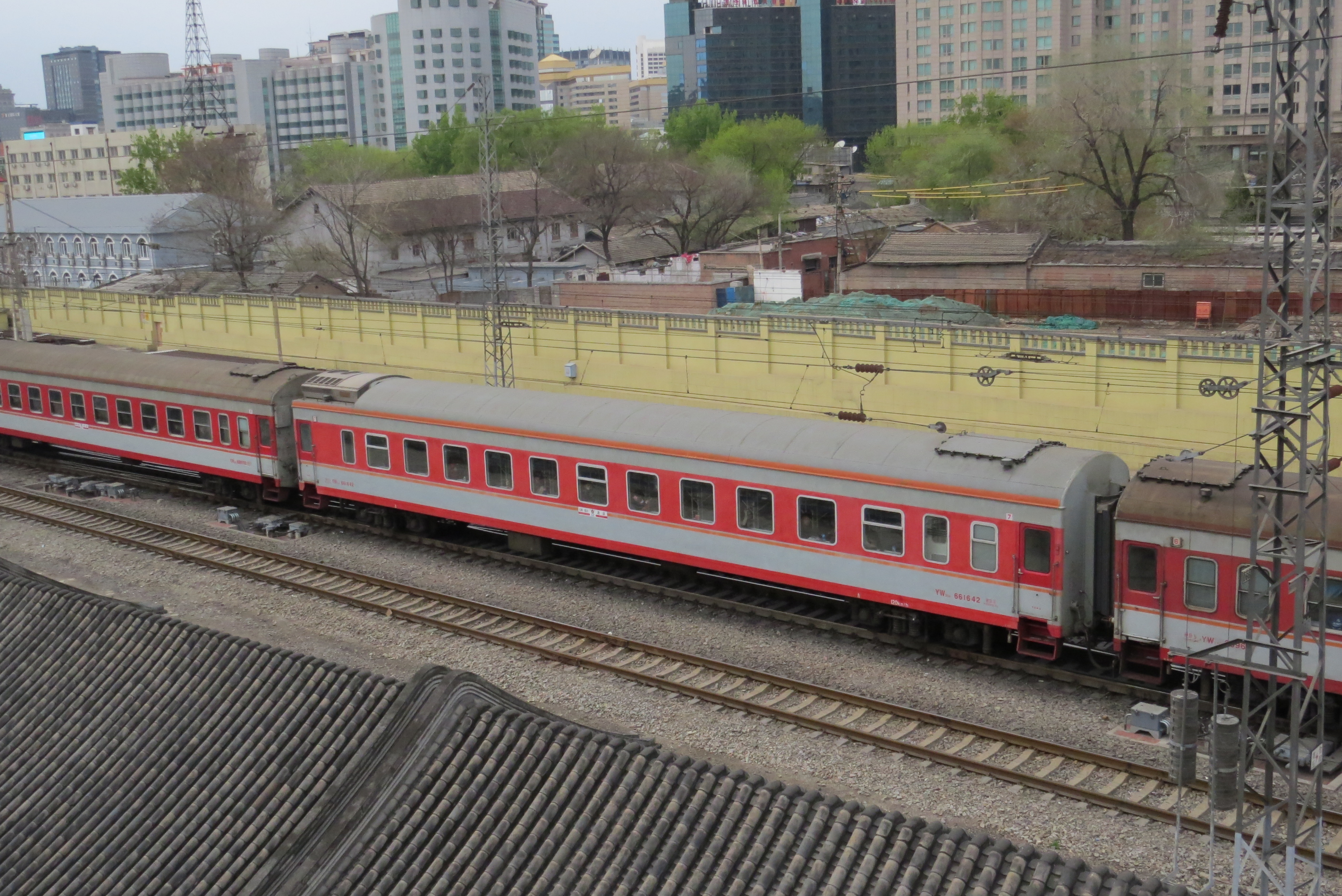
YW25A另一侧
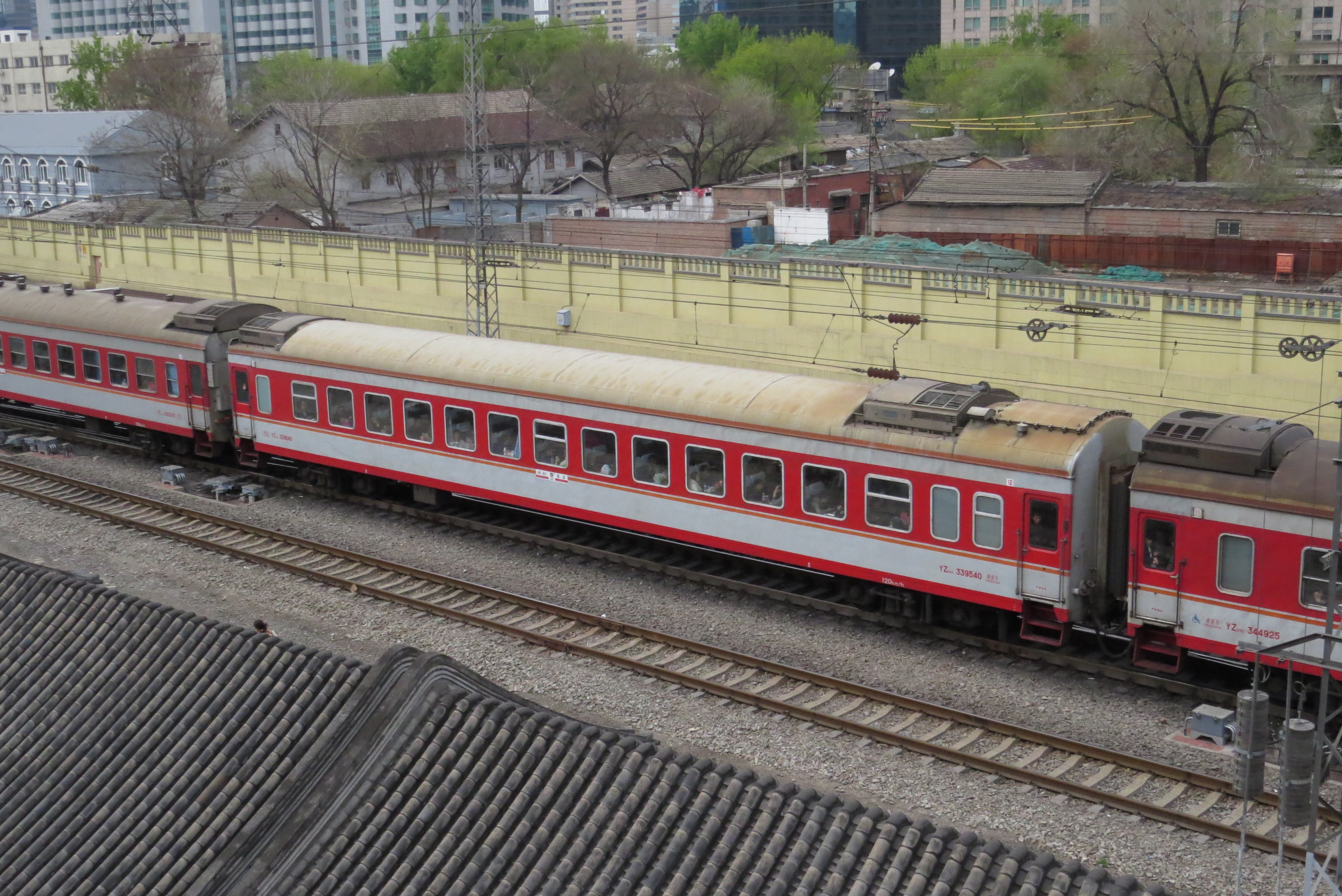
YZ25A型硬座车，可见25A型目前已更换车窗，而两端的早期25G型仍采用上窗下开活动车窗
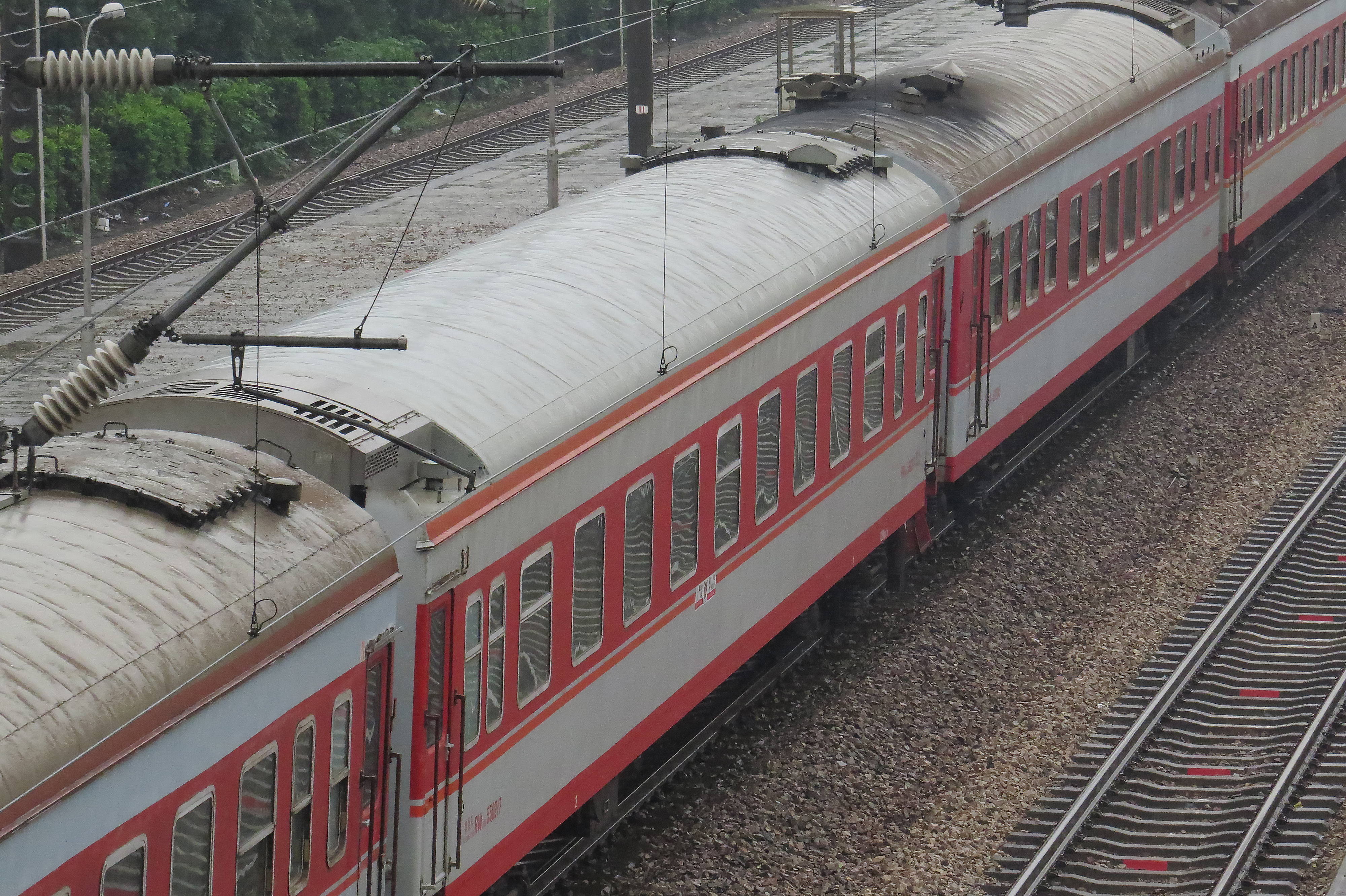
武汉铁路局K752/753、K751/754次列车编组中的RW25A型软卧车
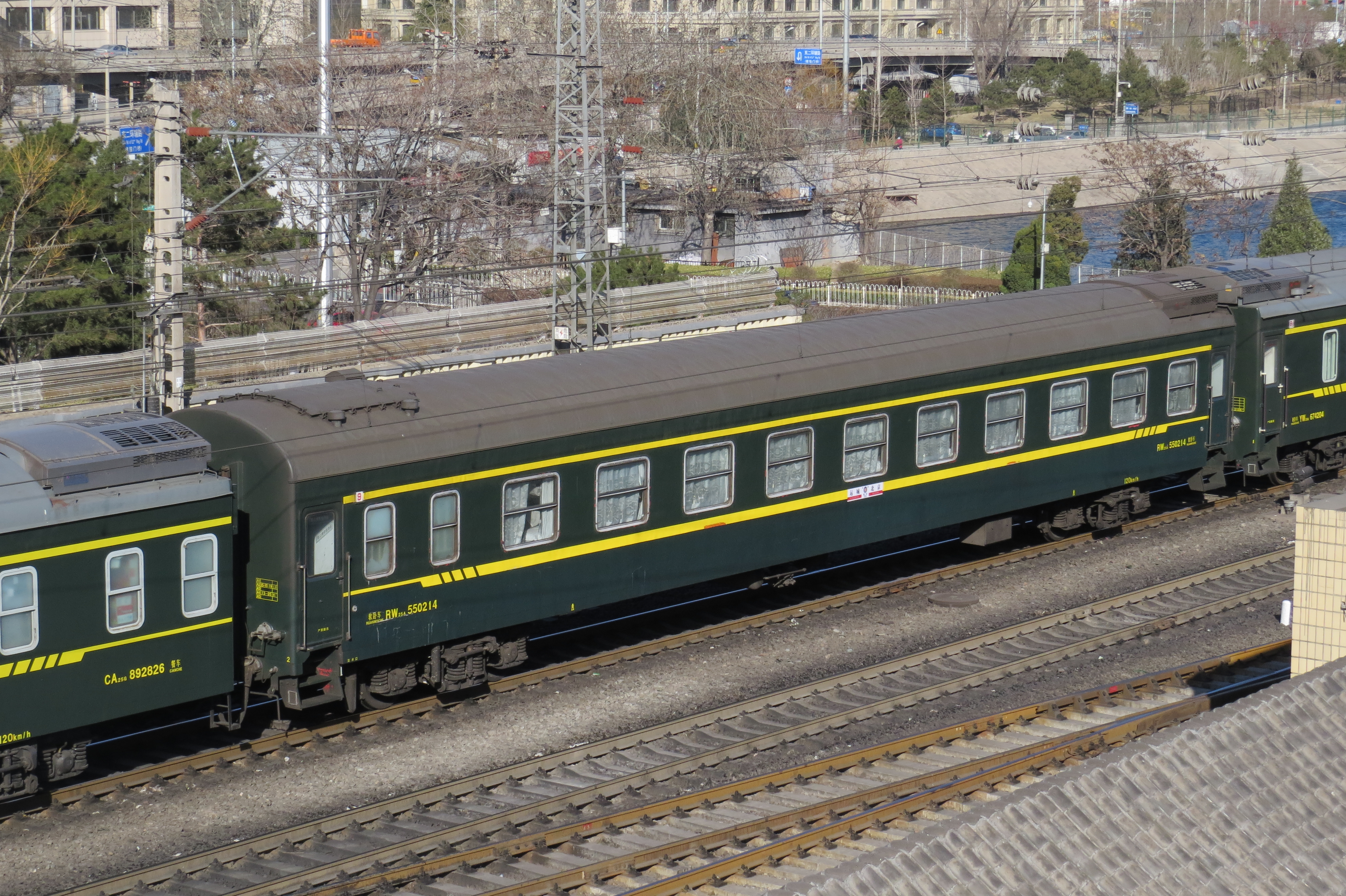
K603次列车编组中的RW25A型软卧车，并未更换车窗
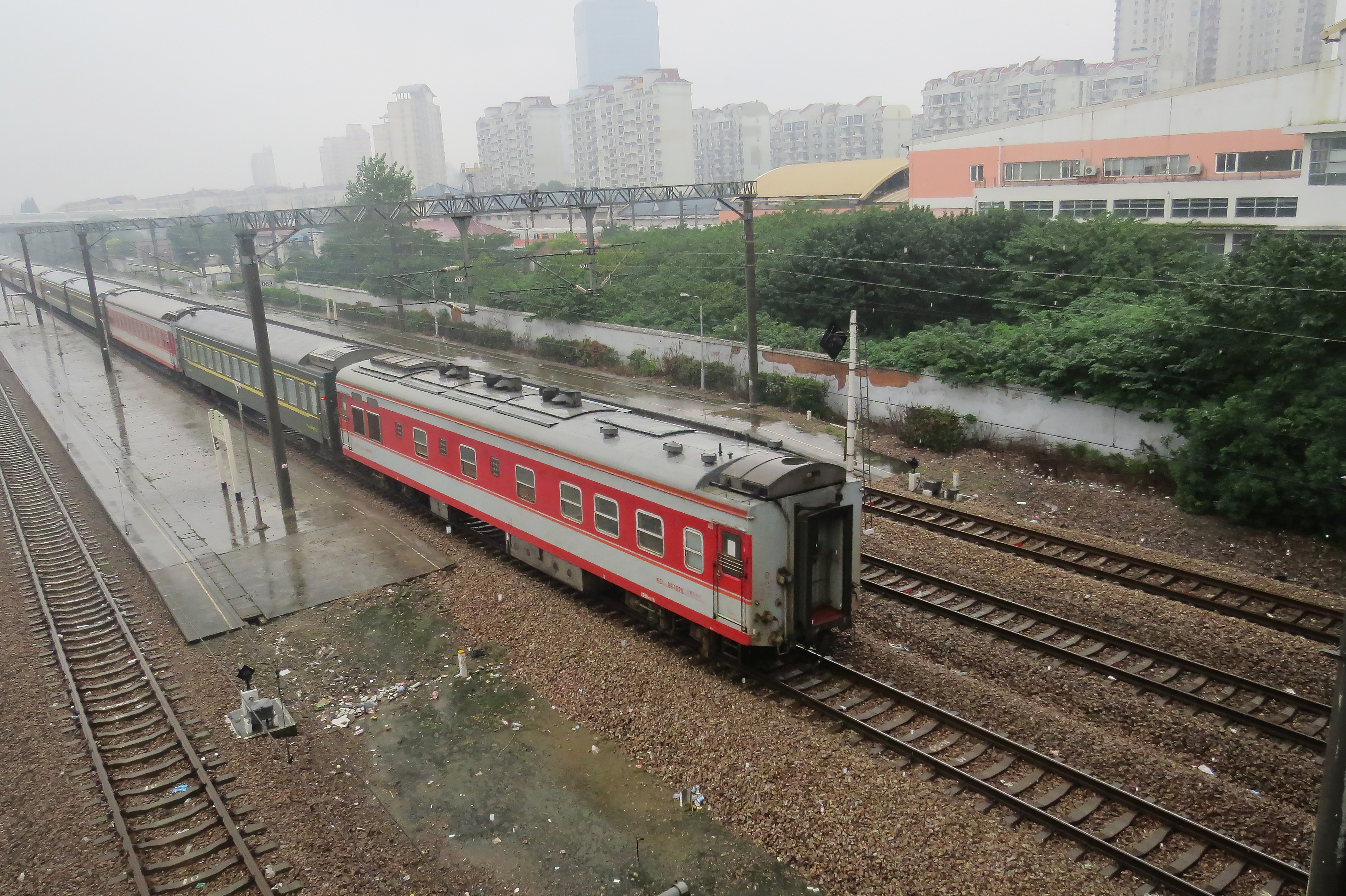
KD25A型空调发电车

## 技术参数

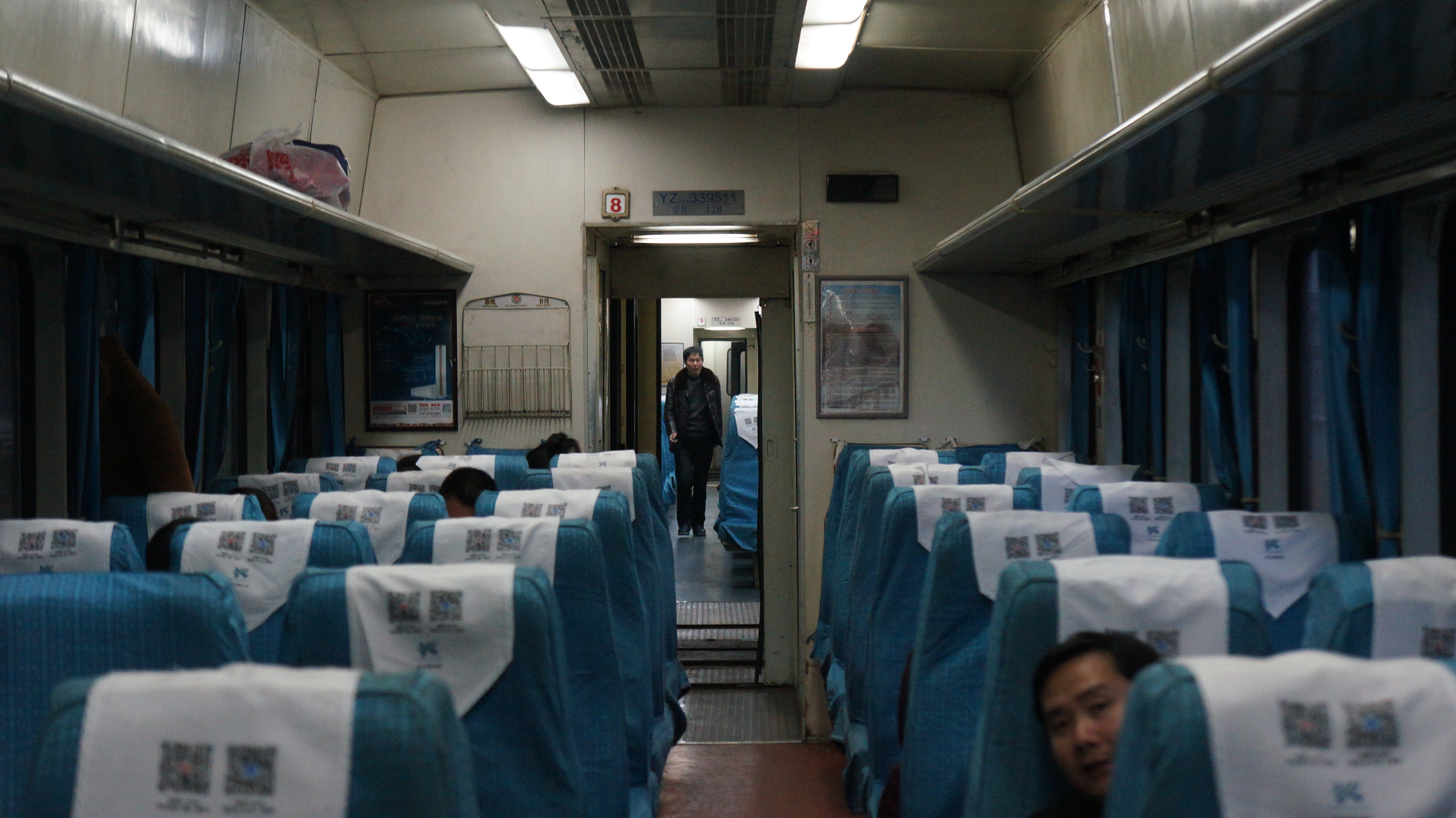
YZ25A内部，注意其定员为128

| 车种                 | 25A型客车                                                        |
| -------------------- | ---------------------------------------------------------------- |
| 定員                 | 硬座車：128 / 122（带列车长座席） 硬卧车：66 软卧车：36 餐车：48 |
| 構造速度             | 140km/h                                                          |
| 最大运营速度         | 120km/h                                                          |
| 車輛長度（不计车钩） | 25500 mm 發電車：23580 mm                                        |
| 車體高度             | 4433 mm                                                          |
| 車輛闊度             | 3104 mm                                                          |
| 轉向架               | 206G、206P（后期厂修时改装）                                     |
| 供電制式             | 发电车集中供電：AC380V交流电                                     |
| 制動                 | 206G转向架：踏面（轮缘）制动 206P转向架：盤式制動                |
| 採暖                 | 空調+電熱                                                        |
| 限定区间             | 北京以南                                                         |

## 车辆运用历史
25A型空调客车共168辆，由于防寒性能较差，限定运用区间为北京以南，自1990年9月起，先后配属北京铁路局北京车辆段、 郑州铁路局下辖的西安铁路分局西安车辆段、武昌铁路分局武昌车辆段，25A型客车最早投入北京—广州间的47/48次、北京—武昌间的37/38次和北京—西安间的41/42次列车使用。而1992年13/14次直达特快（上海铁路局担当，上海—北京，即动车组之D313/4次）准备更换成25G型空调客车前，也曾短时间使用过25A型客车作试验。
至2005年，铁道部实行生产力布局调整后，太原铁路分局脱离北京铁路局，成立太原铁路局。原配属京局的大部分25A型客车被调拨至太原铁路局。

### 重大事故
1994年11月14日，由北京开往武昌的37次旅客列车，运行至京广铁路北京铁路局石家庄铁路分局管内望都站至清风店站区间，机后第10位25A型软卧车（RW25A 50126）第一位端车顶空调机组失火，事故导致京广铁路下行正线中断行车3小时15分，一辆软卧车被烧报废，构成旅客列车重大火灾事故，定郑州铁路局武汉铁路分局武昌车辆段主要责任。
37次旅客列车18时14分从北京站开出，开车后旅客反映有异味，当时空调机组空气预热器开启，在弱暖位。开车后出现烟雾，旅客反映强烈。此时包间还是冷。乘务员将弱暖改为强暖。保定站停车未作认真检查，望都站临时停车11分，乘务员上车顶检查，发现车顶空调机组冒烟。未作处理又开车，客运人员开门放烟，望都站开出8.2km起火，拉阀停车。
起火原因：操作错误，处置失当。乘务员只开电加热，未开风机（日本原装三菱机组），电加热周边温度持续升高，两级保护（温度开闭器和熔断器）因另有回路而未起作用，电加热烤燃隔热材料导致失火。

## 外部連結
- 中国鉄路客車図鑑 25A系客車（日文）
- 2004年用于北京-运城列车的25A型客车（页面存档备份，存于）